# Valeri Chiriaïev
Pour les articles homonymes, voir Chiriaïev.
Valeri Viktorovitch Chiriaïev - en russe : Валерий Викторович Ширяев, et en anglais : Valeri Shiryayev (né le 26 août 1963 à Nijni Taguil en République socialiste fédérative soviétique de Russie) est un joueur professionnel bi-national ukrainien et suisse de hockey sur glace.

## Carrière en club
- 1980-1991 Sokol Kiev (Championnat de Russie)
- 1991-1993 HC Bienne (LNA)
- 1993-1996 HC La Chaux-de-Fonds (LNB)
- 1996-1997 HC Davos (LNA)
- 1997-2002 HC La Chaux-de-Fonds (LNA et LNB)
- 2002-2003 EV Zug (LNA) et HC La Chaux-de-Fonds (LNB)
- 2003-2004 CP Berne (LNA)
- 2004-2005 SC Langnau Tigers (LNA)
- 2005-2006 Genève-Servette HC (LNA) et HC Bienne (LNB)
- 2006-2008 HC La Chaux-de-Fonds (LNB)

## Carrière comme entraîneur[1]
- 2008-2009 HC La Chaux-de-Fonds (LNB)
- 2009-2009 (septembre) Young Sprinters HC (LNB)
- 2009 (16 octobre)- 2011 HC Yverdon-les-Bains (1re ligue)
- 2012 (1er mai) - 2016 CP Fleurier (2e Ligue)
- 2016 - 2018 HC La Chaux-de-Fonds U20
- 2020 - 2021 HC Lucerne

## Carrière internationale
Il représente l'URSS au cours du championnat du monde de 1989, puis l'Ukraine lors des championnats du monde de 1994, 1995, 1999, 2001, 2002, 2003 et 2004 et des Jeux olympiques d'hiver de 2002.

## Distinctions
Membre de l'équipe d'étoiles LNA en 1993, il est sacré meilleur défenseur Championnat du monde C en 1995.
Vainqueur de la Coupe Tampere en 1989 avec Sokol Kiev, il obtient la médaille d'or au championnat du monde de 1989 avec l'URSS et est champion Suisse de LNA en 2004 avec le CP Berne et champion Suisse de LNB en 1996 avec le HC La Chaux-de-Fonds et en 2006 avec le HC Bienne.
Il connaît deux promotions avec le HC La Chaux-de-Fonds en 1996 et en 2000

## Anecdote
Son fils Ievgueni Chiriaïev est également professionnel. Ils ont joué ensemble au HC La Chaux-de-Fonds étant même impliqués ensemble sur plusieurs buts.